# Augustine Tuillerie
Augustine Tuillerie (ook bekend als Augustine Fouillée of onder haar pseudoniem G. Bruno, Laval, 31 juli 1833 - Parijs, 8 juli 1923) was een Frans schrijfster. Ze schreef educatieve boeken voor de jeugd.

## Leven
Ze was de dochter van Adèle Leroy en Auguste Tuillerie, een fabrikant van doeken. Op twintigjarige leeftijd huwde ze met Jean Guyau, ook een fabricant van doeken. Het echtpaar kreeg een zoon, de filosoof Jean-Marie Guyau. Het huwelijk was ongelukkig en het echtpaar leefde gescheiden. Gedurende tientallen jaar leefde ze samen met de filosoof Alfred Fouillée. Pas nadat de Franse wet de scheiding mogelijk maakte, hertrouwde ze in 1884 met Fouillée.

## Werk
Als G. Bruno, een pseudoniem afgeleid van de renaissancefilosoof Giordano Bruno, schreef ze educatieve boeken voor de jeugd. Dit waren niet enkel boeken om de jeugd te leten lezen, maar ook om de kinderen moraal en de waarden van de Franse staat mee te geven. In Le Tour de France par deux enfants vertaalde ze de irrendentistische gevoelens die in Frankrijk leefden na het verlies van Elzas-Lotharingen aan het Duitse Keizerrijk in 1871. Van dit boek werden meer dan 8 miljoen exemplaren verkocht.

### Selectie
- Francinet (1869), over een jongeman die een beroep leert, Prix Montyon
- Le Tour de France par deux enfants (1877), over twee weesjongens uit Lotharingen die door Frankrijk reizen en zo leren over de aardrijkskunde en geschiedenis van het land
- Le Tour de l'Europe pendant la guerre (1916), over de Eerste Wereldoorlog